# Sebastiaan Mattheus Sigismund de Ranitz (1846-1916)
Jhr. Sebastiaan Mattheus Sigismund de Ranitz (Nijmegen, 16 mei 1846 – Den Haag, 30 oktober 1916) was adjudant van koning Willem III en grootmeester van koningin Wilhelmina, dienstdoende bij koningin-regentes Emma.

## Familie
De Ranitz was lid van het geslacht De Ranitz en een zoon van Sebastiaan Mattheus Sigismund de Ranitz (1804-1884) en Anna Margaretha Jacoba de Ranitz (1813-1903).
Op 10 mei 1871 trad hij in Groningen in het huwelijk met zijn volle nicht Hermanna Louisa Christina (Louise) Thomassen à Thuessink van der Hoop (1846-1920), dochter van Evert Jan Thomassen à Thuessink van der Hoop (1809-1852), officier van justitie, en Willemina Elisabeth de Ranitz (1812-1891), een zus van zijn vader.
Uit dit huwelijk werden de volgende kinderen geboren:
- Jonkvrouw Anna Margaretha Jacoba (Anna) de Ranitz (1872-1958)
- Jonkvrouw Willemine Elisabeth Edzardine (Lita) de Ranitz (1876-1960).

Na zijn overlijden is hij begraven in een relatief eenvoudig graf op de begraafplaats Oud Eik en Duinen, graf K 88.

## Loopbaan
Na zijn middelbareschooltijd ging De Ranitz in dienst bij de Nederlandse krijgsmacht. Hij wist het tot ordonnansofficier van prins Alexander (1851-1884) en kapitein der infanterie te brengen. In die hoedanigheid werd hij op 2 september 1881 bij koninklijk besluit benoemd tot particulier secretaris van koning Willem III (1881-1890) en werd hij later tevens zijn adjudant (1885-1890). De Ranitz werd op 31 december 1888 verheven in de Nederlandse adel, met het predicaat jonkheer.
Na de dood van koning Willem III in 1890 werd hij adjudant en particulier secretaris van zijn weduwe koningin-moeder Emma (1890-1894). In 1894 werd hij kamerheer van koningin Wilhelmina. In datzelfde jaar droeg koningin-regentes Emma hem voor om bevorderd te worden tot majoor, maar dit werd geweigerd door de toenmalige minister van Oorlog Schneider (1832-1925) in de zogenaamde 'adjudantenkwestie'; die behelsde de vraag of officieren in hofdienst bevorderd konden worden. Op die vraag had de minister van Oorlog, gesteund door de Tweede Kamer, beschikt dat bevordering alleen plaats kon vinden nadat de betreffende militair eerst twee maanden actieve dienst vervuld had; De Ranitz, eerder dan dat te doen, nam daarop ontslag uit militaire dienst en werd op zijn verzoek op pensioen gesteld.
Van 1898 tot 1903 was De Ranitz intendant van het huis van koningin-regentes Emma en in 1903 werd hij grootmeester wat hij bleef tot 1916. De Ranitz was tevens tijdelijk voorzitter van de Raad van Commissarissen van het sanatorium Oranje Nassau's Oord en lid van de nalatenschapscommissie van Willem III, waarbij hij de functie van particulier secretaris bekleedde. De commissie had de taak de boedel te beschrijven en de verdeling tussen koningin-regentes Emma en koningin Wilhelmina te regelen. De Ranitz stierf in 1916 op 70-jarige leeftijd.

### Hoffuncties
- Ordonnansofficier van koning Willem III, 1870- ?
- Particulier-secretaris van koning Willem III, 1881-1890
- Adjudant-secretaris van koning Willem III, 1885-1890
- Particulier-secretaris van koningin Emma, 1890-1894
- Kamerheer i.b.d. van koningin Wilhelmina, 1894- ?
- Intendant van koningin Emma, 1898-1903
- Grootmeester van koningin Wilhelmina, dienstdoende bij koningin Emma 1903- ?

## Geruchten vaderschap Wilhelmina
| Jhr. Sebastiaan Mattheus Sigismund de Ranitz rond 1900                                                         |  | Wilhelmina der Nederlanden in 1901 |
| Portretten door Pieter de Josselin de Jong (1861-1906) van Wilhelmina en S.M.S. de Ranitz in 1901 en rond 1900 |  |                                    |

Het latere parlementslid Louis M. Hermans was de eerste die zover bekend erover begon dat De Ranitz de vader van Wilhelmina zou zijn. Hij schreef erover in zijn blad De Roode Duivel. Hermans suggereerde in meerdere publicaties dat Emma en De Ranitz een verhouding hadden en dat er meer kinderen waren, die volgens hem naar het buitenland waren gebracht. Volgens biograaf en historicus Dik van der Meulen zijn er echter geen concrete aanwijzingen voor zijn vaderschap van Wilhelmina.
Van der Meulen bestudeerde drie terugkerende argumenten die vaker worden aangevoerd als bewijs dat niet Willem III, maar De Ranitz Wilhelmina's vader zou zijn geweest:
1. Willem III zou door zijn losbandige seksleven aan het einde van zijn leven syfilis hebben gekregen en daardoor onvruchtbaar zijn geworden. Dit werd onder andere door historicus J.G. Kikkert beweerd.[7] Van der Meulen achtte echter niet bewezen dat Willem III hier ooit aan geleden heeft en stelde dat je van syfilis niet onvruchtbaar kunt worden.
2. De Ranitz zou de eigenlijke vader zijn omdat zowel hij als Wilhelmina toondoof zouden zijn geweest, hetgeen een erfelijke aandoening kan zijn.[8] In de families van Emma en Willem III zou niemand aan toondoofheid hebben geleden. De Ranitz zou daar wel last van hebben gehad, maar hiervoor zijn geen betrouwbare bronnen bekend.
3. Het stoffelijk overschot van het Huis Romanov, de tsarenfamilie die na de Russische Revolutie werd vermoord in het Ipatjev-huis in 1918, werd in 1991 opgegraven, waarna men DNA-tests wilde doen bij verwante Europese royals om zeker te weten dat dit wel echt de Romanovs waren.[9] Elizabeth II zou hiermee hebben ingestemd, maar Juliana zou hebben geweigerd omdat ze iets te verbergen zou hebben. Volgens Van der Meulen is dit nooit aan Juliana gevraagd en zij zou dus ook niet hebben kunnen weigeren.[6]

In de jaren 1990 is de vaderschapsclaim weer opgedoken en sindsdien op het internet een eigen leven gaan leiden. De claim is het centrale thema in de thrillers De Nijmeegse Anjermoord uit 2009 van Peter Daanen en IV (2013) van Arjen Lubach. Dat De Ranitz Wilhelmina's vader zou zijn, was een van de argumenten van Erwin Lensink, de man die op Prinsjesdag 2010 een waxinelichthouder naar de Gouden Koets gooide, die hij aanvoerde in zijn aanklacht tegen het Koninklijk Huis van 14 april 2010. Erwin Lensink eiste tijdens zijn eerste proces dat DNA zou worden afgenomen van de lichamen van Willem III, Wilhelmina en Juliana, zodat hij kon bewijzen dat Beatrix geen officieel lid is van de Oranje-dynastie. De rechter wees dat verzoek af.

## Waardering

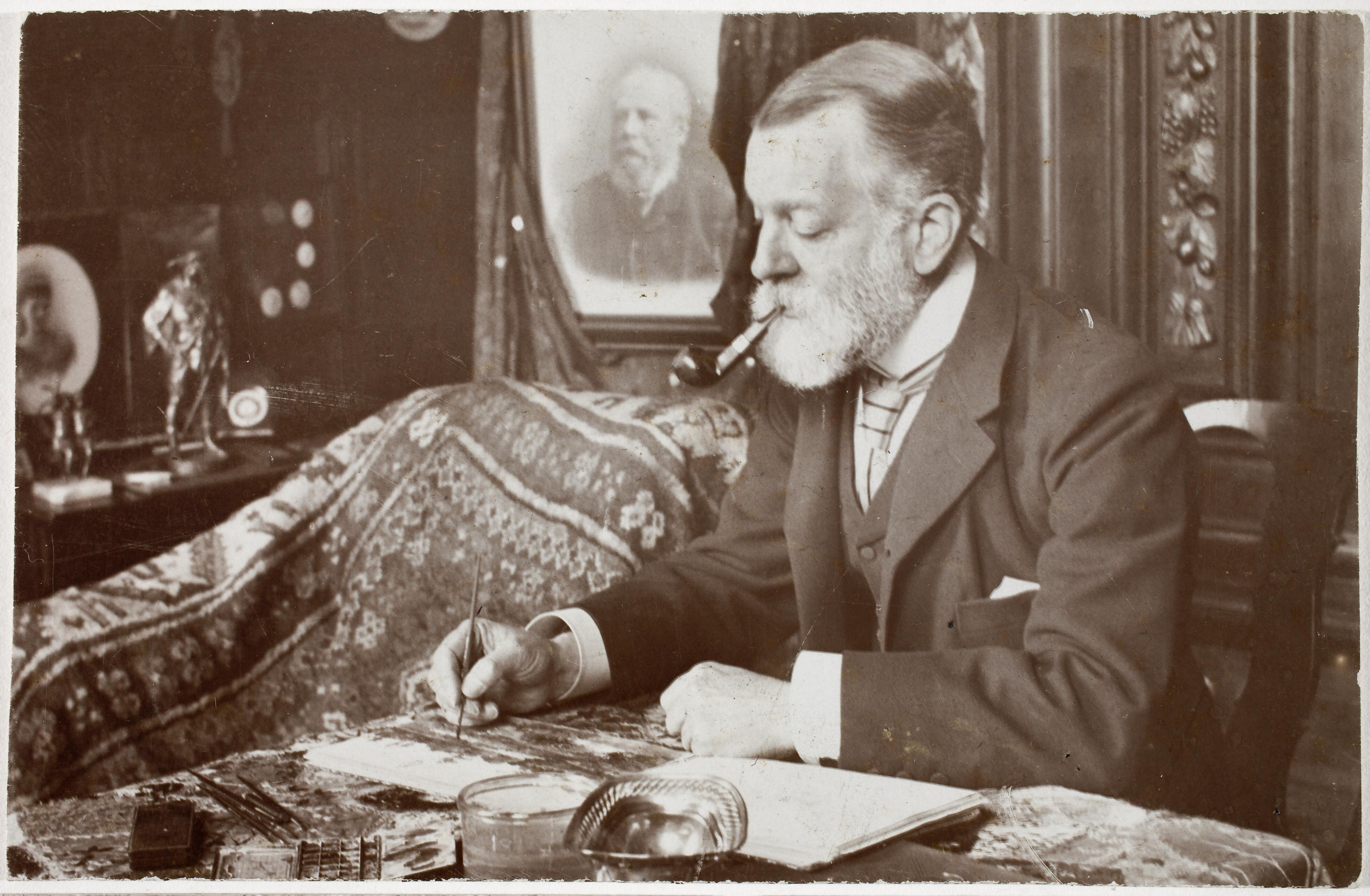
Jhr. Sebastiaan Mattheus Sigismund de Ranitz

Minister Willem Hendrik de Beaufort (1845-1918) liet zich in zijn dagboeken waarderend uit over De Ranitz: "Onder haar [koningin Emma's] naaste omgeving genoot de heer De Ranitz haar meeste vertrouwen. [...] Hij was de schranderste man in den kring van hovelingen die destijds om de koningin waren geplaatst. Vandaar dat zijn raad veeltijds ingang vond. [...] De Ranitz is een aangenaam man, met een goed uiterlijk, met conservatieve neigingen, maar toeschietelijk en beleefd voor iedereen. Hij is ontwikkeld en heeft enige kunstgave. Hij heeft evenwel de eigenschap die alle bewoners van de noordelijke provincies min of meer hebben, van wat kras te zijn in zijn uitingen".

### Onderscheidingen
- Ridder in de Orde van de Nederlandse Leeuw
- Commandeur in de Orde van de Eikenkroon
- Grootofficier in de Orde van Oranje-Nassau
- Grootofficier in de Huisorde van Oranje

## Ordonnans
- De Ranitz nam als ordonnansofficier van Willem III deel aan de Brautschau te Arolsen in 1878.

- Biografisch Portaal: 09758645
- Digitale Bibliotheek voor de Nederlandse Letteren: rani002
- International Standard Name Identifier: 0000 0003 9559 4077
- Nederlandse Thesaurus van Auteursnamen: 070264384
- Parlement.com: vg09lmj14p00
- RKD-Nederlands Instituut voor Kunstgeschiedenis: 89803
- Union List of Artist Names: 500298828
- Virtual International Authority File: 290335465
- WorldCat: E39PBJrKWvm48R6QgGD77cKw4q